# John M. Edmond
John Marmion Edmond  (* 27. April 1943 in Glasgow; † 10. April 2001 in Boston) war ein britisch-US-amerikanischer Geochemiker und Ozeanograph.
Edmond studierte an der University of Glasgow und machte dort 1965 seinen Bachelor-Abschluss. 1970 wurde er an der University of California, San Diego und dem Scripps Institute of Oceanography promoviert. Er war Professor am Massachusetts Institute of Technology.
Er befasste sich mit der quantitativen Analyse von Prozessen der Ozeanchemie. Mit Hilfe chemischer Wasseranalysen aus verschiedenen Teilen der Welt untersuchte er, was die Übertragung chemischer Elemente in die Ozeane hinein und aus ihnen hinaus beeinflusst. Für seine Forschung analysierte er seltene Metalle, Spurenelemente und Radioisotope in Wasserproben von Schwarzen Rauchern in der Tiefsee (beispielsweise an den Mittelozeanischen Rücken oder im Golf von Kalifornien) bis hin zum Wasser entlegener Seen und Flüsse in Tibet, Sibirien, der Antarktis und Arktis, der Seen im Ostafrikanischen Graben und der von Salzdomen angereicherte Flüsse in den Anden. Mit dieser Forschung leistete Edmund Pionierarbeit in der Element- und Isotopensystematik für geochemische Prozesse. Er trug auch zur Paläozeanographie bei und der Rekonstruktion des Kohlendioxid-Kreislaufs in den Ozeanen in der Erdvergangenheit.
1999 erhielt er den Urey Award und er erhielt die Macelwane Medal der American Geophysical Union, deren Fellow er war. Edmond war Fellow der Royal Society.